# Đào Đình Sung
Đào Đình Sung (1925-2001), là một sĩ quan cấp cao trong Quân đội nhân dân Việt Nam, hàm Thiếu tướng, nguyên Sư đoàn trưởng Sư đoàn 308, Phó Tư lệnh kiêm Chủ nhiệm Hậu cần Quân đoàn 1, Phó Giám đốc Học viện Quân sự cấp cao.

## Thân thế và sự nghiệp
Ông quê tại xã Thượng Nông, huyện Tam Nông, tỉnh Phú Thọ, tham gia Cách mạng tháng 8 năm 1945, nhập ngũ tháng 3 năm 1947, được kết nạp Đảng tháng 12 năm 1948 
Từ tháng 3 năm 1947 đến tháng 5 năm 1954, ông lần lượt trưởng thành từ chiến sĩ (Đại đội 1, Tiểu đoàn 29, Trung đoàn 88, Đại đoàn 308), đại đội phó rồi đại đội trưởng Đại đội 11 (Tiểu đoàn 29, Trung đoàn 88, Đại đoàn 308) (1.1952), tiểu đoàn phó rồi tiểu đoàn trưởng Tiểu đoàn 89 (Trung đoàn 36, Đại đoàn 308), chỉ huy Tiểu đoàn tham gia Chiến dịch Điện Biên Phủ, đặc biệt là đánh đồi Độc Lập. 
Tháng 8 năm 1954 ông được cử đi học tại trường Trung cao cấp Quân sự tại Bắc Sơn.
Tháng 7 năm 196, ông tiếp tục được cử đi học tại Học viện Quân sự Nam Kinh Trung Quốc.
Tháng 4 năm 1963, ông quay trở về công tác tại Sư đoàn 308 trên cương vị Tham mưu phó Sư đoàn.
Tháng 5 năm 1964, ông thôi giữ chức Tham mưu phó và là trung đoàn trưởng Trung đoàn 36 của Sư đoàn. 
Tháng 3 năm 1968, ông lên đường vào Nam chiến đấu tại Mặt trận Quảng Đà (Quảng Nam – Đà Nẵng) thuộc Quân khu 5 và lần lượt giữ các chức vụ trung đoàn trưởng Trung đoàn 36, Trưởng ban tác chiến Mặt trận.
Tháng 2 năm 1969, ông là chỉ huy trưởng Khu Đông, Khu Trung Mặt trận.
Tháng 9 năm 1971, ông ra Chiến trường Trị Thiên giữ chức vụ Sư đoàn phó Sư đoàn 308.
Tháng 6 năm 1972, ông tạm giữ quyền Tư lệnh Sư đoàn một thời gian cho đến khi ông Nguyễn Hữu An về nắm lại Sư đoàn vào cuối tháng 6 năm 1972.
Tháng 11 năm 1972, ông là Sư đoàn trưởng Sư đoàn 308
Ngày 24 tháng 10 năm 1973, ông được bổ nhiệm làm Tham mưu trưởng đầu tiên của Quân đoàn 1, cùng Quân đoàn tham gia Chiến dịch Hồ Chí Minh. 
Tháng 12 năm 1979 ông được điều về làm Phó Tư lệnh, kiêm Chủ nhiệm Hậu cần Quân đoàn 1.
Tháng 7 năm 1986, ông về làm Phó giám đốc Học viện Quân sự cấp cao
Tháng 12 năm 1990, ông nghỉ hưu.
Ngày 4 tháng 1 năm 2001, ông mất tại Hà Nội
Thiếu tướng (12.1985)

## Khen thưởng
Huân chương Quân công hạng Nhì
Huân chương Kháng chiến hạng Nhất
Huân chương Chiến thắng hạng Ba
Huân chương Chiến công (hạng Nhất, Ba)
Huân chương Kháng chiến chống Mỹ cứu nước hạng Nhất
Huân chương Chiến sĩ vẻ vang (hạng Nhất, Nhì, Ba)
Huy chương Quân kỳ quyết thắng
Huy hiệu 50 năm tuổi Đảng